# وصلات ذات قوة صفرية
في مجال الميكانيكا الهندسية، الوصلة ذات القوة الصفرية (بالإنجليزية: Zero force member)‏ هي وصلة في الجملون (بالإنجليزية: Truss)‏ واللتي تكون غير معرضة لإجهادات شد أو ضغط تحت تأثير أحمال معروفه. يمكن معرفة الوصلات ذات العناصر الصفرية عن طريق التحليل الإنشائي للقوي المؤثرة علي نظام انشائي.
ملحوظة: عدم وجود قوة أو عزم مؤثرين علي نقطة ربط لا يعني بالضرورة أن كل الوصلات المربوطة بهذة النقطة ذات قوة صفرية.
أسباب وجود الوصلات ذات القوة الصفرية:
- تؤثر علي استقرار المنشأ حيث تمنع انحناء الوصلات الطويلة المعرضة لضغط.
- هذه العناصر قد تتعرض لقوة عند وجود حالات تحميل مختلفه للنظام الإنشائي.